# 5641 McCleese
5641 McCleese este o planetă minoră (asteroid), cu un diametru de 5,68 km, din Mars-crossing asteroid⁠(d). A fost descoperită pe 27 februarie 1990 la Observatorul Palomar de Eleanor F. Helin. 
Obiectul prezintă o orbită caracterizată de o semiaxă mare de 1,8195694 UAi, o excentricitate de 0,13, o înclinație de 22,20031 ° în raport cu ecliptica.